# Иван Александър
Иван Александър (на старобългарски: ІѠАНЪ АЛЄѮАНДРЪ) е български цар, управлявал от 1331 до 1371 г. Царуването му продължава 40 години, което го нарежда на второ място по продължителност след цар Петър I. Редом със Стефан Душан и Йоан Кантакузин, той е сред най-влиятелните личности в историята на Балканския полуостров през XIV век.

## Произход
Син е на деспот Срацимир и Кераца Петрица. По бащина линия е най-изявеният представител на последната българска средновековна династия Шишмановци (чрез клона ѝ Срацимировци). По майчина линия е потомък на Асеневци. Рождената му година не е известна. Тъй като изследователите предполагат, че сватбата на родителите му се е състояла около 1300 г., а той е първото дете в семейството, се смята, че е роден в самото начало на XIV век.

## Деспотство
Преди да стане цар в Търново, е деспот на Ловеч.
Достига до царската власт след преврат в българската столица, който сваля цар Иван Стефан (1330 – 1331), поставен на българския престол от сърбите след злополучната за българите битка при Велбъжд през 1330 г., в която е убит цар Михаил Асен III (1323 – 1330).

## Царуване
С идването си на престола Иван Александър установява мирни отношения с новия сръбски крал (цар от 1346 г.) Стефан Душан (1331 – 1355), българин по майчина линия (син на кралица Теодора Смилец), който се жени през 1333 г. за една от сестрите на цар Иван Александър – известната царица Елена Българска. Освен царица Елена в двора на Стефан Душан има и немалко други български роднини на Иван Александър, например друга негова сестра.

### Първи период (1331 – 1364)
Първият период от царуването на Иван Александър е успешен: воюва с Византия, подпомогнат от монголски наемници, и заличава последиците от пагубната битка със сърбите при Велбъжд (28 юли 1330 г.), възвръща земите между река Тунджа и Черно море (след битката при Русокастро, 18 юли 1332 г.), използва византийските междуособни борби (1341 – 1347), за да получи (1344 г.) Пловдив и осем крепости в Родопите.
През лятото на 1341 г. в Цариград като претендент за българския престол се появява Шишман, третият син на цар Михаил III Шишман Асен от брака му с Анна-Неда. Иван Александър настоява претендентът да му бъде предаден, но Йоан Кантакузин, който по това време изпълнява ролята на регент в Константинопол, заплашва да изпрати Шишман с кораби до Бдин, където можел да разчита на значителна подкрепа „поради старото приятелство и близостта на рода“. Иван Александър вдига войските си при Сливен. Най-вероятно среща византийската армия при Одрин. Накрая е сключен мирен договор. По-нататъшната съдба на Шишман не е известна.
При избухването на поредната гражданска война във Византия Иван Александър се намесва на няколко пъти с цел извличане на облаги за собствената си държава. През 1341 г. напада Византия, а войската му станува по поречието на река Марица. Войниците му се впускат в плячкосване, но тази тактика се оказва пагубна за българите. Част от търновските войници са разбити и пленени от хората на Кантакузин, а други от турските отряди на Умур бег. Иван Александър се оттегля в Търново и с посредничество през 1342 г. сключва договор с Кантакузин.
След като се освобождава от напиращия от север български цар, Йоан Кантакузин потегля с войските си към мощната крепост Солун – вторият град в империята след Константинопол. Опитът за превземане се оказва неуспешен и димотишкият император търси помощта на Стефан Душан в Сърбия. Но докато той е в Сърбия, Алексий Апокавк обсажда крепостта Димотика (1342 – 1343). Императрица Анна Савойска моли Иван Александър за помощ при обсадата. Царят се отзовава на молбата и през 1342 г. достига вратите на крепостта. Той обаче не участва във военните действия, а изисква ромеите да предадат крепостта в негови ръце, и в същото време изисква от Стефан Душан да задържи Йоан Кантакузин. Изгубила надежда, Анна Савойска вика на помощ Умур бег, който дебаркира с 380 кораба, превозващи 29 000 войника на Дарданелите. Научавайки за това, царят се оттегля в Търново.
През 1344 г. императрица Анна Савойска му отстъпва голяма част от Тракия, както и девет крепости в Родопите (измежду които най-голямата е Пловдив), за да може Иван Александър да ѝ помогне срещу Йоан Кантакузин. Цар Иван Александър се съгласява на това, но заявява, че ще помогне на Анна само ако Умур бег се изтегли от Европа.
Около това време в Родопите действа войводата Момчил, водач на опълченски отряди от полунезависими планинци. По време на военен поход през 1343 г. той завоюва твърдината Перперикон (край Кърджали) и там е поставен български архонт, но скоро византийците си възвръщат крепостта (в ново време там е открит златният печат на царя, който по-късно е откраднат от Пловдив и сега вероятно се намира в чуждестранна частна колекция.)
Иван Александър сам подчертава своите победи в Мрачката грамота (1347 г.)
Българските опити за разширение в Тракия принуждават Източноримските (византийските) императори да потърсят помощта на османските емири, техни доскорошни врагове, отнели им по-голямата част от Мала Азия. На 7 юли 1345 г. при крепостта Буруград турци и византийци разбиват войската на Момчил, който по това време е успял да отдели Родопите като свои независими владения, които след това са загубени за Второто Българско царство. Иван Александър опитва да води борба с феодалната разпокъсаност на царството и през 1336 г. в битката при Дерманци побеждава болярина Белаур, отцепил се в Северозападна България през 30-те години на века. По-късно обаче сепаратизмът на болярите води до отделянето на Добруджанското деспотство към средата на XIV век под властта на Добротица, вероятен потомък на Тертеровци. Войводата на Влашко също отстоява повече самостоятелност спрямо Търновското царство и се обособява, като напълно независим владетел на север от Дунава, въпреки че повечето от стратегическите митнически пунктове остават под властта на Търново.
Във войни с нахлуващите от юг турци загиват престолонаследниците Иван (1349 г.) и Михаил (1355 г.). След смъртта на първите му синове Иван Александър присъжда областта Видин, като наследствено владение на третия си син Иван Срацимир. Царят се развежда със съпругата си Теодора Басараб, дъщеря на войводата на Влашко – Иванко I Басараб, и се жени за една търновска еврейка, покръстена като Теодора ІІ. Нейният син Иван Шишман като „багрянороден“, т.е. роден, когато Иван Александър е цар, е определен за наследник на царството в Търново, пренебрегвайки правата на родения преди него трети син Иван-Срацимир.
Интересен е въпросът с името на покръстената еврейка, която става българска царица. Дълго време в научната литература безкритично се приема, че преди покръстването си тя е носела името Сара. Всъщност няма нито един исторически извор, който да споменава какво е било нейното име преди да бъде покръстена в православната вяра. Предположението, че тя е носила името Сара се основава единствено на народни предания.
При управлението на Иван Александър през страната преминава и епидемия от чума (ок. 1348 г. и по-късно), която изиграва голяма роля за обезлюдяването на голяма част от българските земи и с това значително допринася за по-лесното им завоевание от страна на османските турци в последните десетилетия на века.

### Втори период (1365 – 1371)
В последния период от управлението на Иван Александър България търпи поражения, когато се бори против унгарското нахлуване във Видинското царство (1365 – 1369 г.) и срещу граф Амадей VI Савойски при похода му към Българското Черноморие (1366 – 1367 г.). Отношенията с византийския император продължават да са враждебни. Съвсем в края на царуването на Иван Александър османското нашествие в Тракия засяга и България със загубата на няколко крепости, сред които най-вероятно са Пловдив и Стара Загора. Накрая той окончателно разделя царството между синовете си Иван Шишман (владетел на Търновското царство) и Иван Срацимир (Видинското царство). Настъпва упадък в държавата и наследниците на Иван Александър стават последните самостоятелни български владетели.

### Религия и просвета
Както и Йоан Кантакузин, царят има предпочитания към исихастите – Теодосий Търновски и неговия сподвижник Ромил Видински. Теодосий Търновски, който може би е свързан с царското семейство по коляното на видинските му роднини, става пръв помощник на основателя на исихазма св. Григорий Синаит и два пъти се среща с Иван Александър от негово име. В „царстващия град на българите Търново, втори след Константинопол, словом и делом“ води борба с ересите като главен изобличител на адамити, богомили, учението на Варлаам и Акиндин и на юдействащите. Царят свиква против тях 2 събора – през 1350 и 1360 г. С негова подкрепа Теодосий съгражда манастира „Света Троица“.
Според нови изследвания на архимандрит Павел Стефанов от Шуменския университет първият събор не е проведен срещу богомили, каквито няма в Търново през XIV век, а срещу хора, скъсали с църквата и морала по време на епидемията от бубонна чума. Предполагаема цел на втория събор е да нанесе удар върху евреите, като ги обвини в разпространение на чумата и освободи царя от изплащане на дълговете си към тях.
Търговските отношения с Венеция, Дубровник и Генуа, както и просветният живот по времето на Иван Александър, са в подем. Книжовната и художествената школа в Търново продължават старите български традиции. От личната библиотека на царя са запазени: Лаврентиевият сборник на Иван Александър от 1348 г., Кукленският псалтир, наречен „Песнивец“ от 1337 г., Лондонското четвероевангелие от 1355 – 56 г., Апостол с тълкувания, два преписа на Троянската притча и др. Иван Александър е възхваляван неколкократно от византийския патриарх Калист в Житието на св. Теодосий Търновски и в Песнивеца. Царят е голям меценат, покровител на книжнината и изкуствата, и прави много дарения на църкви и манастири, основава нови. Неговото управление бележи връхна точка в развитието на Търновската архитектурна и живописна школа.
Драгалевският манастир „Св. Богородица Витошка“ в предградията на София и Кремиковският манастир „Св. Георги Победоносец“ са основани от царя. Преображенският манастир „Св. Преображение Господне“, недалече от Велико Търново, е основан с подкрепата на царя и на втората му жена царица Теодора (Сара) и сина им Иван Шишман, за което остава известен и като Сарин или Шишманов манастир.
Иван Александър е ктитор и на Зографския манастир на Атон, Синаитския манастир в Парория и Оряховския манастир.
След 1344 г., когато Иван Александър утвърждава властта на българската държава в Родопите, Бачковският манастир става важно духовно и книжовно средище на българите. Царят щедро дарява и разширява този манастир, построява няколко нови сгради към него.

## Втори златен век на българската култура
По времето на Йоан (Иван) Александър започва нов разцвет на българската книжнина. Някои историци, езиковеди  или др. изследователи говорят за Сребърен век на българската писменост. През времето на Иван Александър и на управлението на синовете му Иван Шишман и Иван Срацимир се изявяват различни представители на Търновска книжовна школа - Киприан, митрополит Киевски; св. патриарх Евтимий Търновски; Григорий Цамблак, митрополит Киевски; Константин Костенечки (Константин Философ) и пр. Макар и по-малко известни ред книжовници като митрополит Данаил (авторът на Видинското евангелие), монах Симеон, дяк (он) Андрей и пр. творят в същия стил. Евтимий Търновски извършва правописна реформа (търновска редакция) и унифицира българските диалектни говори. Друг виден представител на тази школа, Константин Костенечки извършва втора правописна реформа (ресавска редакция).
България се сдобива с ценни извори за епохата - Четвероевангелието на цар Иван Александър,  Видинското четвероевангелие, Иван Александровия сборник, Бдинският сборник, Софийският песнивец,Томичовият псалтир, Мрачката (Оряховска) грамота  на Йоан Александър Брашовската грамота на Йоан Срацимир, надписа на севаст Огнян и пр. Днес много от тези документи са изнесени в чужди държави - Великобритания, Русия и пр.  Особено енергичен книжовник е Григорий Цамблак. Той създава някои от най-забележителните произведения за времето си (напр. "Похвално слово за патриарх Евтимий" и "Разказ за пренасянето на мощите на св. Петка Търновска във Видин и Белград")
Търновската книжовна школа дава и късни представители - напр. Владислав Граматик
Представителите на тази школа дават ценна изворова база за падането на Второто българско царство под османско господство

## Брак и потомство
Като деспот на Ловеч Иван Александър се жени за Теодора Басараб, дъщеря на влашкия войвода Иванко I Басараб. От този брак има трима синове и една дъщеря:
- Михаил IV Асен, съцар на Търновското царство, загинал преди да стане цар, женен за Ирина, дъщеря на византийския император Андроник III Палеолог;
- Иван Срацимир, деспот във Видин, съцар на Търновското царство и цар на Видинското царство (1356 – 1396), женен за Анна (негова първа братовчедка по майчина линия), дъщеря на влашкия войвода Никола Александър Басараб;
- Иван Асен IV, женен за влашка принцеса;

Първородният му син Михаил Асен като престолонаследник е обявен от баща му за „съцар“. Преди да го наследи на трона обаче, загива в битка с турците около София през 1355 г.
Иван Александър изпраща първата си жена Теодора Басараб в манастир (с името Теофана) и се жени през 1345 г. за еврейка, която преди сватбата се покръства и приема името Теодора. Няма извори, които да показват какво е нейното име преди покръстването; предполага се, че предишното ѝ име е Сара. От този брак има двама сина и три дъщери:
- Иван Шишман, съцар и цар (1371 – 1395) на Търновското царство, женен за българката Кира Мария и по-късно за Драгана (дъщеря на сръбския княз Лазар)
- Иван Асен V
- Кера Тамара, омъжена за деспот Константин, а след неговата смърт дадена на османския султан Мурад I
- Кераца-Мария, омъжена за Андроник IV Палеолог (византийски император);
- Десислава, изобразена заедно със сестрите си и със съпруга на Кера Тамара деспот Константин в миниатюра на известното Лондонско евангелие.
- Василиса.

## Памет
Иван Александър е изографисан:
- в костницата на Бачковския манастир
- в църквата край с. Иваново, Русенско (в главната църква на манастира „Св. Богородица“ има негов ктиторски портрет, където държи в ръце модела на църквата),
- в прочутото Лондонско четвероевангелие (портрети на Иван Александър, Сара, Иван Асен);
- в Манасиевата летопис.

Известни са множество медни и сребърни монети с изображенията на цар Иван Александър (сребърните заедно с Михаил Асен).
Оригинална златовезана дреха на Иван Александър се пази в Народния музей в Белград.
Името на Иван Александър носи улица в София (Карта), както и морският нос Цар Иван Александър на остров Нелсън, Южни Шетландски острови, Антарктика.

## Генеалогия
|  |                        |  |  |  |  |  |  |  |  |  |  |  |  |
|  | 8. неизвестен          |  |  |  |  |  |  |  |  |  |  |  |  |
|  |                        |  |  |  |  |  |  |  |  |  |  |  |  |
|  |                        |  |  |  |  |  |  |  |  |  |  |  |  |
|  | 4. Срацимир            |  |  |  |  |  |  |  |  |  |  |  |  |
|  |                        |  |  |  |  |  |  |  |  |  |  |  |  |
|  |                        |  |  |  |  |  |  |  |  |  |  |  |  |
|  | 9. неизвестна          |  |  |  |  |  |  |  |  |  |  |  |  |
|  |                        |  |  |  |  |  |  |  |  |  |  |  |  |
|  |                        |  |  |  |  |  |  |  |  |  |  |  |  |
|  | 2.деспот Срацимир      |  |  |  |  |  |  |  |  |  |  |  |  |
|  |                        |  |  |  |  |  |  |  |  |  |  |  |  |
|  |                        |  |  |  |  |  |  |  |  |  |  |  |  |
|  | 10.неизвестен          |  |  |  |  |  |  |  |  |  |  |  |  |
|  |                        |  |  |  |  |  |  |  |  |  |  |  |  |
|  |                        |  |  |  |  |  |  |  |  |  |  |  |  |
|  | 5.неизвестна           |  |  |  |  |  |  |  |  |  |  |  |  |
|  |                        |  |  |  |  |  |  |  |  |  |  |  |  |
|  |                        |  |  |  |  |  |  |  |  |  |  |  |  |
|  | 11.неизвестна          |  |  |  |  |  |  |  |  |  |  |  |  |
|  |                        |  |  |  |  |  |  |  |  |  |  |  |  |
|  |                        |  |  |  |  |  |  |  |  |  |  |  |  |
|  | 1.Иван Александър      |  |  |  |  |  |  |  |  |  |  |  |  |
|  |                        |  |  |  |  |  |  |  |  |  |  |  |  |
|  |                        |  |  |  |  |  |  |  |  |  |  |  |  |
|  | 12.неизвестен          |  |  |  |  |  |  |  |  |  |  |  |  |
|  |                        |  |  |  |  |  |  |  |  |  |  |  |  |
|  |                        |  |  |  |  |  |  |  |  |  |  |  |  |
|  | 6.Шишман I             |  |  |  |  |  |  |  |  |  |  |  |  |
|  |                        |  |  |  |  |  |  |  |  |  |  |  |  |
|  |                        |  |  |  |  |  |  |  |  |  |  |  |  |
|  | 13.неизвестна          |  |  |  |  |  |  |  |  |  |  |  |  |
|  |                        |  |  |  |  |  |  |  |  |  |  |  |  |
|  |                        |  |  |  |  |  |  |  |  |  |  |  |  |
|  | 3.Кераца Петрица       |  |  |  |  |  |  |  |  |  |  |  |  |
|  |                        |  |  |  |  |  |  |  |  |  |  |  |  |
|  |                        |  |  |  |  |  |  |  |  |  |  |  |  |
|  | 14.севастократор Петър |  |  |  |  |  |  |  |  |  |  |  |  |
|  |                        |  |  |  |  |  |  |  |  |  |  |  |  |
|  |                        |  |  |  |  |  |  |  |  |  |  |  |  |
|  | 7.неизвестна           |  |  |  |  |  |  |  |  |  |  |  |  |
|  |                        |  |  |  |  |  |  |  |  |  |  |  |  |
|  |                        |  |  |  |  |  |  |  |  |  |  |  |  |
|  | 15.Ана-Теодора Асенина |  |  |  |  |  |  |  |  |  |  |  |  |
|  |                        |  |  |  |  |  |  |  |  |  |  |  |  |
|  |                        |  |  |  |  |  |  |  |  |  |  |  |  |